# Bājūl-e Shālū
Bājūl-e Shālū (persiska: Bājūl, باجول شالو) är en ort i Iran.   Den ligger i provinsen Khuzestan, i den centrala delen av landet, 500 km söder om huvudstaden Teheran. Bājūl-e Shālū ligger 818 meter över havet och antalet invånare är 107.
Terrängen runt Bājūl-e Shālū är varierad. Bājūl-e Shālū ligger nere i en dal. Runt Bājūl-e Shālū är det ganska tätbefolkat, med 56 invånare per kvadratkilometer. Närmaste större samhälle är Dehdez, 15,4 km öster om Bājūl-e Shālū. Omgivningarna runt Bājūl-e Shālū är i huvudsak ett öppet busklandskap.